# Světový pohár v běhu na lyžích 2007/2008
Světový pohár v běhu na lyžích 2007/08 byl seriálem závodů v běhu na lyžích během zimní sezóny. Organizovala ho Mezinárodní lyžařská federace (FIS). První závod se již tradičně uskutečnil v Düsseldorfu (27. října 2007). Ukončen byl závodem v Bormiu 16. března 2008. Jeho součástí je Tour de Ski.

## Výsledky závodů

### Muži

#### Individuální závody
| Závod                   | Místo konání          | Disciplína                  | Datum        | 1. místo              | 2. místo            | 3. místo              |
| ----------------------- | --------------------- | --------------------------- | ------------ | --------------------- | ------------------- | --------------------- |
| 1                       | Düsseldorf            | 1.5 km V Sprint             | 27. říjen    | Josef Wenzl           | Björn Lind          | John Kristian Dahl    |
| 2                       | Beitostølen           | 15 km V distančně           | 24. listopad | Axel Teichmann        | Lukáš Bauer         | Anders Södergren      |
| 3                       | Kuusamo               | 1.2 km K Sprint             | 1. prosinec  | Johan Kjølstad        | Emil Jönsson        | Mats Larsson          |
| 4                       | Kuusamo               | 15 km K distančně           | 2. prosinec  | Lukáš Bauer           | Eldar Rønning       | Axel Teichmann        |
| 5                       | Davos                 | 15 km K distančně           | 8. prosince  | Axel Teichmann        | Odd-Bjørn Hjelmeset | Sami Jauhojärvi       |
| 6                       | Rybinsk               | 30 km V hromadný start      | 15. prosince | Tor Arne Hetland      | Ville Nousiainen    | Pietro Piller Cottrer |
| 7                       | Rybinsk               | V sprint                    | 16. prosince | Anders Gløersen       | Ola Vigen Hattestad | Øystein Pettersen     |
| Tour de Ski             |                       |                             |              |                       |                     |                       |
| 8                       | Nové Město            | 4.5 km K Prolog             | 28. prosince | Lukáš Bauer           | Axel Teichmann      | Odd-Bjørn Hjelmeset   |
| 9                       | Nové Město            | 15 km V handicapovaný start | 29. prosince | Emmanuel Jonnier      | Lukáš Bauer         | Valerio Checchi       |
| 10                      | Praha                 | 1 km V Sprint               | 30. prosince | Nikolaj Morilov       | Simen Østensen      | Tor Arne Hetland      |
| 11                      | Nové Město            | 15 km V handicapovaný start | 1. ledna     | Pietro Piller Cottrer | Valerio Checchi     | Emmanuel Jonnier      |
| 12                      | Nové Město            | 15 km K distančně           | 2. ledna     | Lukáš Bauer           | Jens Arne Svartedal | Nikolaj Pankratov     |
| 13                      | Asiago                | 1.2 km V Sprint             | 4. ledna     | Petter Northug        | Nikolaj Čebotko     | Tor Arne Hetland      |
| 14                      | Val di Fiemme         | 20 km K hromadný start      | 5. ledna     | Odd-Bjørn Hjelmeset   | Jens Arne Svartedal | Franz Göring          |
| 15                      | Val di Fiemme         | 10 km V handicapovaný start | 6. ledna     | René Sommerfeldt      | Christian Hoffmann  | Martin Bajčičák       |
|                         | Tour de Ski 2007/2008 | Celkové pořadí              |              | Lukáš Bauer           | René Sommerfeldt    | Giorgio Di Centa      |
| Konec Tour de Ski       |                       |                             |              |                       |                     |                       |
| 16                      | Canmore               | 15+15 km Kombinace          | 22. ledna    | Nikolaj Pankratov     | Giorgio Di Centa    | Axel Teichmann        |
| 17                      | Canmore               | 1.2 km K Sprint             | 23. ledna    | Børre Næss            | Ola Vigen Hattestad | Eldar Rønning         |
| 18                      | Canmore               | 15 km V distančně           | 25. ledna    | Valerio Checchi       | René Sommerfeldt    | Pietro Piller Cottrer |
| 19                      | Canmore               | 1.2 km V Sprint             | 26. ledna    | Emil Jönsson          | Ivan Ivanov         | Matias Strandvall     |
| 20                      | Otepää                | 15 km K distančně           | 9. února     | Lukáš Bauer           | Jaak Mae            | Ville Nousiainen      |
| 21                      | Otepää                | K Sprint                    | 10. února    | Eldar Rønning         | John Kristian Dahl  | Ola Vigen Hattestad   |
| 22                      | Liberec               | 11,4 km V Distančně         | 16. února    | Jean Marc Gaillard    | Lukáš Bauer         | Christian Hoffmann    |
| 23                      | Falun                 | 15+15 km Kombinace          | 23. února    | Lukáš Bauer           | Tord Asle Gjerdalen | Anders Södergren      |
| 24                      | Stockholm             | 1 km K Sprint               | 27. února    | Jens Arne Svartedal   | Børre Næss          | Emil Jönsson          |
| 25                      | Lahti                 | 1.2 km V Sprint             | 1. března    | Anders Gløersen       | Andrew Newell       | Ola Vigen Hattestad   |
| 26                      | Lahti                 | 15 km K Distančně           | 2. března    | Lukáš Bauer           | René Sommerfeldt    | Sergej Čerepanov      |
| 27                      | Drammen               | 1 km K Sprint               | 5. března    | Ola Vigen Hattestad   | Jens Arne Svartedal | Emil Jönsson          |
| 28                      | Oslo                  | 50 km V Distančně           | 8. března    |                       |                     |                       |
| Finále Světového poháru |                       |                             |              |                       |                     |                       |
| 29                      | Bormio                | 3.3 km V Prolog             | 14. března   |                       |                     |                       |
| 30                      | Bormio                | 20 km K Hromadný start      | 15. března   |                       |                     |                       |
| 31                      | Bormio                | 15 km V Handicapovaný start | 16. března   |                       |                     |                       |

#### Skupinové závody
| Závod | Místo konání | Disciplína               | Datum         | 1. místo                                                                                | 2. místo                                                                       | 3. místo                                                                   |
| ----- | ------------ | ------------------------ | ------------- | --------------------------------------------------------------------------------------- | ------------------------------------------------------------------------------ | -------------------------------------------------------------------------- |
| 1     | Düsseldorf   | Team Sprint 6 × 1.5 km V | 28. října     | Švédsko I Thobias Fredriksson Peter Larsson                                             | Norsko II Johan Kjølstad Tor Arne Hetland                                      | Švédsko II Marcus Hellner Emil Jönsson                                     |
| 2     | Beitostølen  | Štafeta 4 × 10 km M      | 25. listopadu | Norsko II Martin Johnsrud Sundby Jens Arne Svartedal Tore Ruud Hofstad Tor Arne Hetland | Norsko I Eldar Rønning Odd-Bjørn Hjelmeset Morten Eilifsen Tord-Asle Gjerdalen | Rusko I Vasilij Ročev Nikolaj Pankratov Alexandr Legkov Jevgenij Dementjev |
| 3     | Davos        | Štafeta 4 × 10 km M      | 9. prosince   | Česko Martin Jakš Lukáš Bauer Milan Šperl Martin Koukal                                 | Itálie I Giorgio Di Centa Valerio Checchi Pietro Piller Cottrer Cristian Zorzi | Švédsko Mats Larsson Johan Olsson Anders Södergren Marcus Hellner          |
| 4     | Liberec      | Team Sprint K            | 17. února     | Norsko II Martin Johnsrud Sundby Simen Østensen                                         | Finsko I Sami Jauhojärvi Ville Nousiainen                                      | Norsko I John Kristian Dahl Eldar Rønning                                  |
| 5     | Falun        | Štafeta 4 × 10 km M      | 24. únor      |                                                                                         |                                                                                |                                                                            |

### Ženy

#### Individuální závody
| Závod                   | Místo konání          | Disciplína                  | Datum        | 1. místo               | 2. místo                  | 3. místo                                         |
| ----------------------- | --------------------- | --------------------------- | ------------ | ---------------------- | ------------------------- | ------------------------------------------------ |
| 1                       | Düsseldorf            | 0.8 km V sprint             | 27. říjen    | Natalja Matvejeva      | Marit Bjørgenová          | Anna Dahlberg                                    |
| 2                       | Beitostølen           | 10 km V distančně           | 24. listopad | Marit Bjørgenová       | Vibeke Skofterudová       | Charlotte Kallaová                               |
| 3                       | Kuusamo               | 1.2 km K sprint             | 1. prosinec  | Petra Majdičová        | Astrid Jacobsenová        | Alena Procházková                                |
| 4                       | Kuusamo               | 10 km K distančně           | 2. prosinec  | Marit Bjørgenová       | Astrid Jacobsenová        | Justyna Kowalczyková                             |
| 5                       | Davos                 | 10 km K distančně           | 8. prosince  | Virpi Kuitunenová      | Vibeke Skofterudová       | Aino-Kaisa Saarinenová Kristin Størmer Steiraová |
| 6                       | Rybinsk               | 15 km V hromadný start      | 15. prosince | Astrid Jacobsenová     | Natalja Korosteljova      | Riitta Liisa Roponen                             |
| 7                       | Rybinsk               | V sprint                    | 16. prosince | Kikkan Randallová      | Astrid Jacobsenová        | Natalja Korosteljova                             |
| Tour de Ski             |                       |                             |              |                        |                           |                                                  |
| 8                       | Nové Město            | 3 km K Prolog               | 28. prosince | Virpi Kuitunenová      | Aino-Kaisa Saarinenová    | Justyna Kowalczyková                             |
| 9                       | Nové Město            | 10 km V Handicapovaný start | 29. prosince | Charlotte Kallaová     | Sabina Valbusa            | Marit Bjørgenová                                 |
| 10                      | Praha                 | 1 km V Sprint               | 30. prosince | Arianna Follisová      | Pirjo Muranen             | Marit Bjørgenová                                 |
| 11                      | Nové Město            | 10 km V Handicapovaný start | 1. ledna     | Charlotte Kallaová     | Kristin Størmer Steiraová | Claudia Nystadová                                |
| 12                      | Nové Město            | 10 km K distančně           | 2. ledna     | Aino-Kaisa Saarinenová | Virpi Kuitunenová         | Therese Johaugová                                |
| 13                      | Asiago                | 1.2 km V Sprint             | 4. ledna     | Charlotte Kallaová     | Natalja Korosteljova      | Justyna Kowalczyková                             |
| 14                      | Val di Fiemme         | 10 km C hromadný start      | 5. ledna     | Virpi Kuitunenová      | Charlotte Kallaová        | Claudia Nystadová                                |
| 15                      | Val di Fiemme         | 10 km V handicapovaný start | 6. ledna     | Valentyna Ševčenková   | Kristin Størmer Steiraová | Claudia Nystadová                                |
|                         | Tour de Ski 2007/2008 | Celkové pořadí              |              | Charlotte Kallaová     | Virpi Kuitunenová         | Arianna Follisová                                |
| Konec Tour de Ski       |                       |                             |              |                        |                           |                                                  |
| 16                      | Canmore               | 10+10 km Kombinace          | 22. ledna    | Justyna Kowalczyková   | Jevgenija Medveděva       | Olga Ročeva                                      |
| 17                      | Canmore               | 1.2 km K Sprint             | 23. ledna    | Petra Majdičová        | Astrid Jacobsenová        | Justyna Kowalczyková                             |
| 18                      | Canmore               | 10 km V distančně           | 25. ledna    | Valentyna Ševčenková   | Jevgenija Medveděva       | Justyna Kowalczyková                             |
| 19                      | Canmore               | 1.2 km V Sprint             | 26. ledna    | Chandra Crawfordová    | Pirjo Muranen             | Magda Genuin                                     |
| 20                      | Otepää                | 10 km K distančně           | 9. února     | Virpi Kuitunenová      | Aino-Kaisa Saarinenová    | Therese Johaugová                                |
| 21                      | Otepää                | K Sprint                    | 10. února    | Petra Majdičová        | Astrid Jacobsenová        | Virpi Kuitunenová                                |
| 22                      | Liberec               | 7,6 km V Distančně          | 16. února    | Astrid Jacobsenová     | Justyna Kowalczyková      | Charlotte Kallaová                               |
| 23                      | Falun                 | 10+10 km Kombinace          | 23. února    | Astrid Jacobsenová     | Marit Bjørgenová          | Aino-Kaisa Saarinenová                           |
| 24                      | Stockholm             | 1 km K Sprint               | 27. února    | Virpi Kuitunenová      | Petra Majdičová           | Madoba Natsumi                                   |
| 25                      | Lahti                 | 1.2 km V Sprint             | 1. března    | Chandra Crawfordová    | Natalja Matvejeva         | Evi Sachenbacherová-Stehleová                    |
| 26                      | Lahti                 | 10 km K Distančně           | 2. března    | Virpi Kuitunenová      | Valentyna Ševčenková      | Katrin Zellerová                                 |
| 27                      | Drammen               | 1 km K Sprint               | 5. března    | Virpi Kuitunenová      | Petra Majdičová           | Astrid Jacobsenová                               |
| 28                      | Oslo                  | 30 km V Distančně           | 8. března    |                        |                           |                                                  |
| Finále Světového poháru |                       |                             |              |                        |                           |                                                  |
| 29                      | Bormio                | 2.5 km V Prolog             | 14. března   |                        |                           |                                                  |
| 30                      | Bormio                | 10 km K Hromadný start      | 15. března   |                        |                           |                                                  |
| 31                      | Bormio                | 10 km V Handicapovaný start | 16. března   |                        |                           |                                                  |

#### Skupinové závody
| Závod | Místo konání | Disciplína               | Datum         | 1. místo                                                                                       | 2. místo                                                                                        | 3. místo                                                                           |
| ----- | ------------ | ------------------------ | ------------- | ---------------------------------------------------------------------------------------------- | ----------------------------------------------------------------------------------------------- | ---------------------------------------------------------------------------------- |
| 1     | Düsseldorf   | Team Sprint 6 × 0.8 km V | 28. října     | Švédsko II Charlotte Kallaová Britta Norgrenová                                                | Rusko I Natalja Matvejeva Natalja Korosteljova                                                  | Finsko I Pirjo Muranen Virpi Kuitunenová                                           |
| 2     | Beitostølen  | Štafeta 4 × 5 km M       | 25. listopadu | Norsko I Astrid Jacobsenová Therese Johaugová Vibeke Skofterudová Marit Bjørgenová             | Německo I Stefanie Böhlerová Kathrin Zeller Evi Sachenbacherová-Stehleová Claudia Künzel-Nystad | Finsko I Riikka Sarasoja Aino-Kaisa Saarinenová Riitta Liisa Roponen Pirjo Muranen |
| 3     | Davos        | Štafeta 4 × 5 km M       | 9. prosince   | Norsko Kristin Muerer-Stemland Therese Johaugová Kristin Størmer Steiraová Vibeke Skofterudová | Německo Manuela Henkel Katrin Zellerová Evi Sachenbacherová-Stehleová Stefanie Böhlerová        | Rusko I Larissa Kurkina Olga Ročeva Julia Čekaleva Natalja Korosteljova            |
| 4     | Liberec      | Team Sprint K            | 17. února     | Norsko I Astrid Jacobsenová Marit Bjørgenová                                                   | Finsko I Aino-Kaisa Saarinenová Pirjo Muranen                                                   | Rusko I Jevgenija Šapovalova Natalja Matvejeva                                     |
| 5     | Falun        | Štafeta 4 × 5 km M       | 24. února     |                                                                                                |                                                                                                 |                                                                                    |

## Konečné pořadí

### Muži

#### Celkově
1.  Lukáš Bauer

#### Sprint
1.  Ola Vigen Hattestad 450, 2.  Emil Jönsson 448, 3.  John Kristian Dahl 321, 4.  Anders Gløersen 315, 5.  Tor Arne Hetland 291, 6.  Johan Kjølstad 278,... 24. Dušan Kožíšek 94, 41. Lukáš Bauer 50, 68. Martin Koukal 18, 73. Martin Jakš 16, 87. Aleš Razým 8.